# Didymoglossum gourlianum
Didymoglossum gourlianum är en hinnbräkenväxtart som först beskrevs av Grev. och John Smith, och fick sitt nu gällande namn av Pichi-serm. Didymoglossum gourlianum ingår i släktet Didymoglossum och familjen Hymenophyllaceae. Inga underarter finns listade.